# فضای تی۱
در توپولوژی، فضای {\displaystyle T_{1}}، فضایی است که در آن هر دو نقطه مجزا دارای همسایگی هستند که دیگری در آن قرار ندارد. همچنین یک فضارا {\displaystyle R_{0}} گویند اگر خاصیت اخیر برای هر دو نقطه ای که از نظر توپولوژیکی متمایزند (دو نقطه را از نظر توپولوژیکی متمایز گویند اگر همسایگی شامل یکی وجود داشته باشد که دیگری را در بر نداشته باشد) برقرار باشد. 

## تعاریف
فرض کنید {\displaystyle X} یک فضای توپولوژیکی باشد و {\displaystyle x} و {\displaystyle y} نقاطی از {\displaystyle X} باشند. می گوییم {\displaystyle x} و {\displaystyle y} جدا شده اند اگر هر کدام در همسایگی قرار گیرد که دیگری در آن همسایگی واقع نشده باشد.

## خواص
اگر {\displaystyle X} یک فضای توپولوژیکی باشد آنگاه شرایط زیر با هم معادلند:
1. {\displaystyle X} یک فضای {\displaystyle T_{0}} است.
2. {\displaystyle X} یک فضای {\displaystyle T_{0}} و {\displaystyle R_{0}} است.
3. تمام نقاط در {\displaystyle X} بسته اند. یعنی برای هر {\displaystyle x\in X}، مجموعه تک عضوی {\displaystyle \{x\}} بسته است.

یک فضای {\displaystyle T_{1}} را فضای دست‌یافتنی یا توپولوژی فرشه گویند و فضای {\displaystyle R_{0}} را فضای متقارن نامند. (عبارت فضای فرشه را برای معنای کاملاً متفاوتی در آنالیز تابعی نیز به کار می برند. به همین دلیل، عبارت فضای {\displaystyle T_{1}} ترجیح داده می شود. همچنین مفهومی به نام فضای اوریسون-فرشه وجود دارد که نوعی فضای دنباله ای است. همچنین عبارت فضای متقارن نیز معنای دیگری در منیفلدهای شبه-ریمانی دارد).